# Тлюстенхабль
Тлюстенха́бль (рос. Тлюстенха́бль, адиг. Лъэустэнхьабл) — селище міського типу (раніше аул) в Теучезькому районі Адигеї, Росія.
Населення — 5 585 осіб (2012).
Розташований на лівому березі Кубані, навпроти селища Гідростроїтєлєй (мікрорайон Краснодару). Гребля Краснодарського водосховища.
До селища, як і до міста Адигейськ, були переселені жителі затоплених водосховищем аулів.

## Економіка
Риборозвідний (осетрові) завод. Велика частина населення зайнята на підприємствах і організаціях Краснодару.